# Лох (растение)
Лох, или пшат (лат. Elaeágnus), — род деревьев и кустарников семейства Лоховые (Elaeagnaceae).

## Распространение и экология
Около 100 видов, главным образом в Японии, Китае и Европе. В России 1 вид — Лох узколистный, произрастающий на юге и юго-востоке европейской части и в Сибири.

## Ботаническое описание
Листопадные или вечнозелёные кустарники или деревья, часто колючие. Листья очерёдные, короткочерешчатые, серебристые от чешуек или войлочные от звездчатых волосков.
Растения однодомные или полигамные (одновременно развивают обоеполые и мужские цветки). Цветки пазушные, одиночные или в пучках, безлепестковые с трубчато-колокольчатой четырёхлопастной чашечкой. Тычинок 4. 
Плод — костянковидный сфалерокарпий с эллиптической косточкой и сладкой мучнистой мякотью.
Размножаются семенами, корневыми отпрысками и черенками.

## Значение и применение
Лох узколистный и североамериканский лох серебристый широко используются в озеленении садов и парков.
Плоды лоха узколистного употребляются в пищу. Культивируется садовая форма лоха — бухарская джида́, которая представляет собой кустарник или небольшое дерево. Выращивается ради плодов 1—2,5 см длины, терпко-сладких на вкус. Косточки имеют декоративную полосатую окраску. Дети делают из них бусы. Плоды джиды — непременный атрибут восточного базара.

## Классификация

### Таксономия
Род Лох входит в семейство Лоховые (Elaeagnaceae) порядка Розоцветные (Rosales).
|  |                                      |  |                                                             |                                                             |                   |  | ещё 8 семейств (согласно Системе APG II) |            |            |                 |
|  |                                      |  |                                                             |                                                             |                   |  |                                          |            |            | около 100 видов |
|  |                                      |  |                                                             | порядок Розоцветные                                         |                   |  |                                          |            | род Лох    |                 |
|  |                                      |  |                                                             | порядок Розоцветные                                         |                   |  |                                          |            | род Лох    |                 |
|  | отдел Цветковые, или Покрытосеменные |  |                                                             |                                                             | семейство Лоховые |  |                                          |            |            |                 |
|  | отдел Цветковые, или Покрытосеменные |  |                                                             |                                                             |                   |  |                                          |            |            |                 |
|  |                                      |  | ещё 44 порядка цветковых растений (согласно Системе APG II) | ещё 44 порядка цветковых растений (согласно Системе APG II) |                   |  |                                          | ещё 2 рода | ещё 2 рода |                 |
|  |                                      |  |                                                             | ещё 44 порядка цветковых растений (согласно Системе APG II) |                   |  |                                          |            | ещё 2 рода |                 |

### Виды
По информации базы данных The Plant List (2013), род включает 98 видов. Некоторые из них:
| - Elaeagnus angustata (Rehd.) C.Y.Chang - Elaeagnus angustifolia L. — Лох узколистный - Elaeagnus annamensis S.Moore - Elaeagnus argyi Levl. - Elaeagnus bambusetorum Hand.-Mazz. - Elaeagnus bockii Diels - Elaeagnus cinnamomifolia W.K.Hu et H.F.Chow - Elaeagnus commutata Bernh. — Лох серебристый - Elaeagnus conferta Roxb. - Elaeagnus courtoisi Belval - Elaeagnus davidii Franch. - Elaeagnus delavayi Lecomte - Elaeagnus difficilis Serv. - Elaeagnus formosana Nakai - Elaeagnus glabra Thunb. - Elaeagnus gonyanthes Benth. - Elaeagnus griffithii Serv. - Elaeagnus grijsii Hance - Elaeagnus guizhouensis C.Y.Chang - Elaeagnus henryi Warb. - Elaeagnus jiangxiensis C.Y.Chang - Elaeagnus jingdonensis C.Y.Chang - Elaeagnus kanaii Momily. - Elaeagnus lanceolata Warb. | - Elaeagnus lanpingensis C.Y.Chang - Elaeagnus latifolia L. - Elaeagnus liuzhouensis C.Y.Chang - Elaeagnus longiloba C.Y.Chang - Elaeagnus loureirii Champ. - Elaeagnus luoxiangensis C.Y.Chang - Elaeagnus luxiensis C.Y.Chang - Elaeagnus macrantha Rehd. - Elaeagnus macrophylla Thunb. - Elaeagnus magna Rehd. - Elaeagnus micrantha C.Y.Chang - Elaeagnus mollis Diels - Elaeagnus morrisonensis Hayata - Elaeagnus multiflora Thunb. — Лох многоцветковый - Elaeagnus nanchuanensis C.Y.Chang - Elaeagnus obovata H.L.Li - Elaeagnus obtusa C.Y.Chang - Elaeagnus oldhami Maxim. - Elaeagnus ovata Serv. - Elaeagnus oxycarpa Schltdl. - Elaeagnus pallidiflora C.Y.Chang - Elaeagnus parvifolia Wallich ex Royle - Elaeagnus pauciflora C.Y.Chang | - Elaeagnus philippinensis Perrott. - Elaeagnus pilostyla C.Y.Chang - Elaeagnus pingnanensis C.Y.Chang - Elaeagnus pungens Thunb. — Лох колючий - Elaeagnus pyriformis Hook.f. - Elaeagnus retrostyla C.Y.Chang - Elaeagnus sarmentosa Rehd. - Elaeagnus schlechtendalii Serv. - Elaeagnus stellipila Rehd. - Elaeagnus taliensis C.Y.Chang - Elaeagnus thunbergii Serv. - Elaeagnus tonkinensis Serv. - Elaeagnus triflora Roxb. - Elaeagnus tubiflora C.Y.Chang - Elaeagnus tutcheri Dunn - Elaeagnus umbellata Thunb. — Лох зонтичный - Elaeagnus viridis Serv. - Elaeagnus wenshanensis C.Y.Chang - Elaeagnus wilsonii H.L.Li - Elaeagnus wushanensis C.Y.Chang - Elaeagnus xichouensis C.Y.Chang - Elaeagnus xizangensis C.Y.Chang - Elaeagnus yoshinoi Makino - Elaeagnus yunnanensis Servett. |

## Название
Н. И. Анненков в Ботаническом словаре (1878) в статье о лохе приводит следующие простонародные и книжные названия, употреблявшиеся в разных местностях России с указанием лиц, зафиксировавших эти названия в печати или письменно, а также названия на немецком, французском и английском языках:
Elaeagnus L. Elaeagn. Prodr. XIV. 608. Elaeos — Масличное дерево. Agnos-Vitex Agnus castus. Elaeagnus Теофраста есть Salix fragilis (Wittst.) Лохъ, Лоховина, Лоховникъ (Güld.) — Пол. Przewierzbia, Oliwnik, Rajskie drzewo, Olejnik, Oleaster. — Чешск. Hlošina oliva česka, plana, wobawa. — Сербск. Davina, Dafina. Да́фина. — Нѣм. Der Oleaster. — Франц. Le Chalef. — Англ. Oleaster, Wild Olive.
Elaeagnus hortensis M. a B. α. angustifolia. Іерусалимская верба (Güld.) Цареградская верба (Сред.) Цареградская лоза (Малор. пер.) Серебряное дерево (у сад. съ нѣм.) Оливное дерево (Полт. съ нѣм.) Масличное дерево (Малор. съ нѣм.) Джида (Вѣстн. Геогр. Общ.) Маслина (Екат.) Дикая Маслина (а не Малина, какъ у Левш.) Лохъ, Лоховина, Лоховникъ. — Кирг. Джиддэ (Борщ.) Джигда (въ Ходж.) Джида (Сарты Афг.) Dchigde. — Бух. Dschidda, Dschigda. Дженгердукъ (Кир.) Перс. Ssandschid, Ssind-shid. — Хив. Джигердакъ (Кир.) — Тат. Игда (Сит. на Кавк.) — Нѣм. Oleaster, der falsche, wilde Oelbaum, der Paradiesbaum, der Silberbaum. — Франц. L’Olivier de Bohème. — Англ. Wild Olive Tree, Jerusalem Willow.
β. inermis. Пшатъ (съ арм.) Армянскіе или Бухарскіе, или Кавказскіе, или Китайскіе, или Туркменскіе финики. — Арм. Pschatt. — Груз. Пшати (Эр.) — Турк. Igda (Buhs.) — Перс. Ssedschit (Buhs.) — Плоды иногда наз. Жужубой по смешенію съ плодами Zizyphus. Они съѣдобны и довольно вкусны. Киргизы приготовляютъ изъ нихъ муку и варятъ изъ нихъ родъ компота, который славится у нихъ полезнымъ отъ поноса.
В Средней Азии лох также называют «джидда́», «джида» или «джигда».